# Laden (Geschäft)

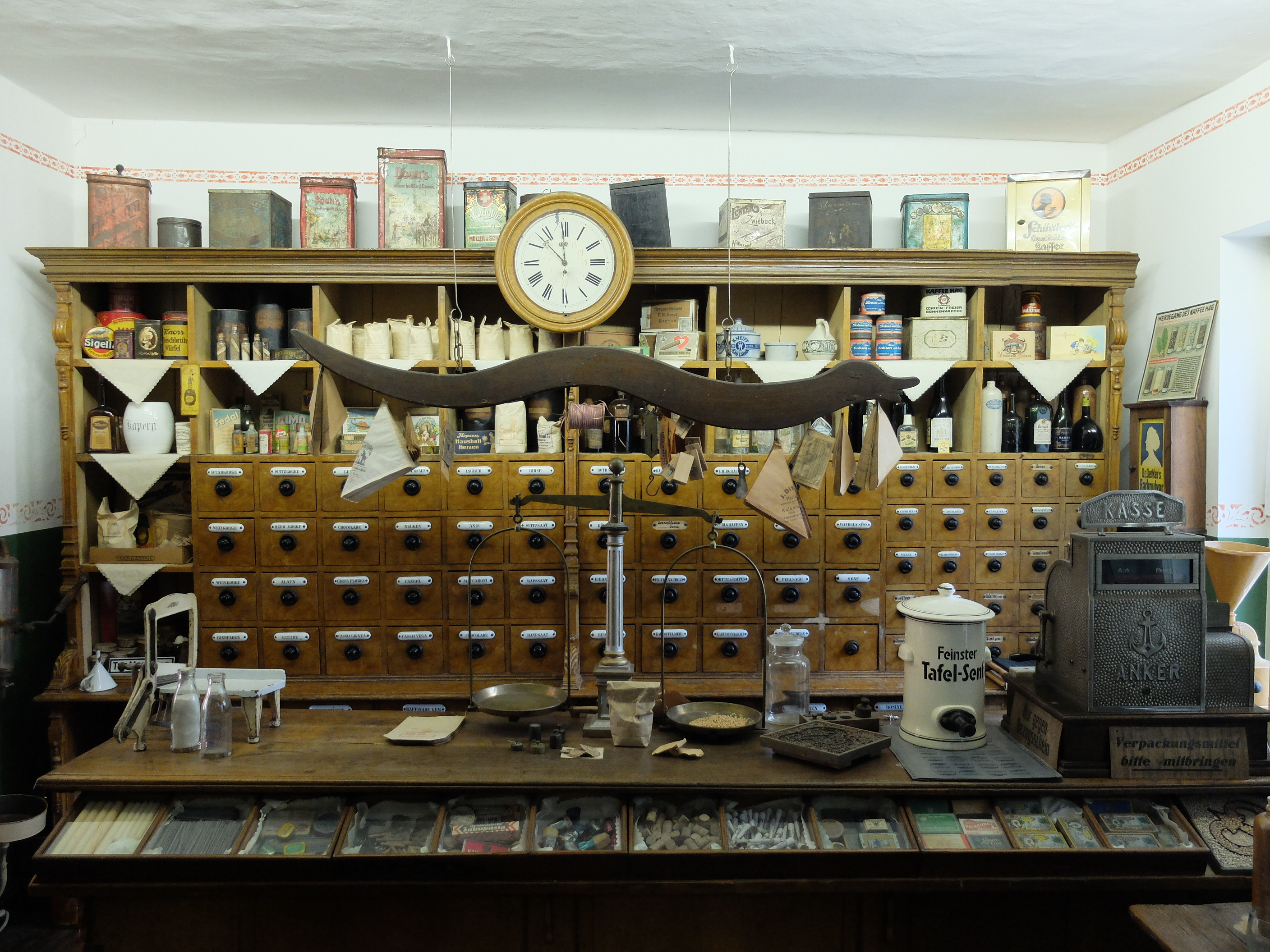
Historische Ladeneinrichtung (hier Boutique pharmaceutique)

Ein Laden (auch: Geschäft, Ladengeschäft oder Ladenlokal; englisch shop; französisch boutique) ist ein Geschäftsraum, in dem Waren oder Dienstleistungen gewerblich zum Verkauf angeboten werden.

## Allgemeines
Der Laden ist eine Betriebsform im stationären Einzelhandel (Einzelhandelsgeschäft), durch die dem Kunden Waren angeboten werden (z. B. Supermärkte, Verkaufsautomaten). Der stationäre Einzelhandel ist ein Präsenzhandel, bei dem die Waren durch ihre Lagerung oder Präsentation für den Kunden sichtbar und damit beurteilbar sind. Auch der Verkaufsstand auf einer Ausstellung oder Messe ist ein Laden. Diese Verkaufsform gilt als die klassische, bis sich der Selbstbedienungsladen durchsetzte.
Die zum Laden gehörende Ladeneinrichtung ist die Betriebs- und Geschäftsausstattung eines Ladens, die den Warenverkauf technisch ermöglichen und durch atmosphärische Gestaltung auch verkaufsfördernd wirken soll (Schaufenster). Ladenhüter („Penner“) sind beim Ladenverkauf Waren, deren Lagerumschlagshäufigkeit im Vergleich zu anderen Waren gering ist; Gegensatz sind die Schnelldreher („Renner“). Ladenangestellte müssen nach dem handelsrechtlichen Verständnis nicht zwingend wie Angestellte einen Arbeitsvertrag besitzen, sondern können auch Angehörige des Ladeninhabers sein.

## Geschichte

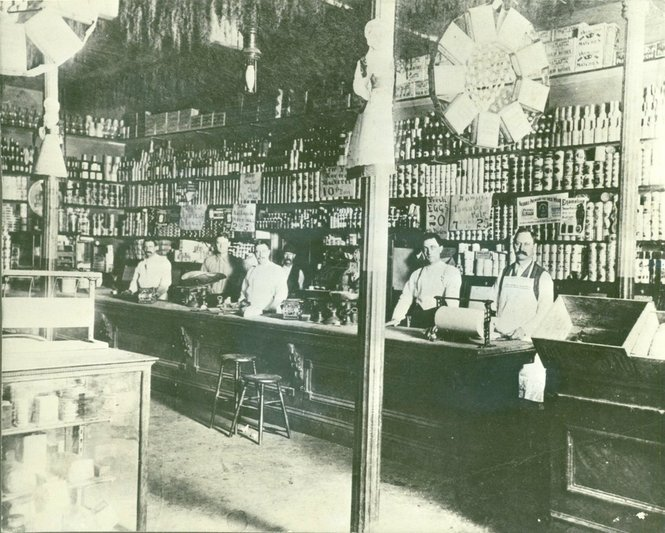
Laden in New Orleans (1894)
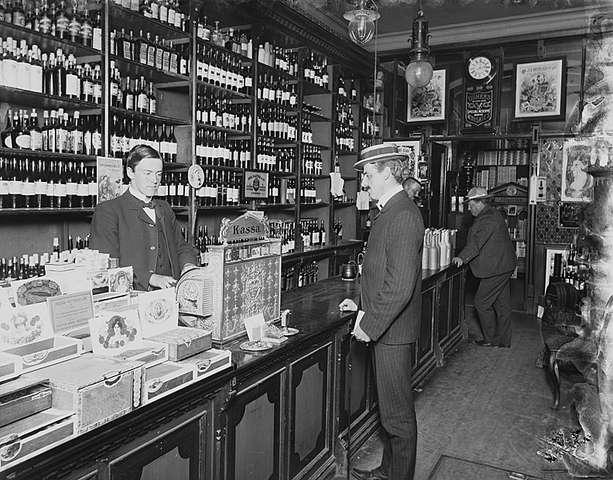
Laden in Oslo (1904)
Konsum-Ladengeschäft in Leipzig (1909)
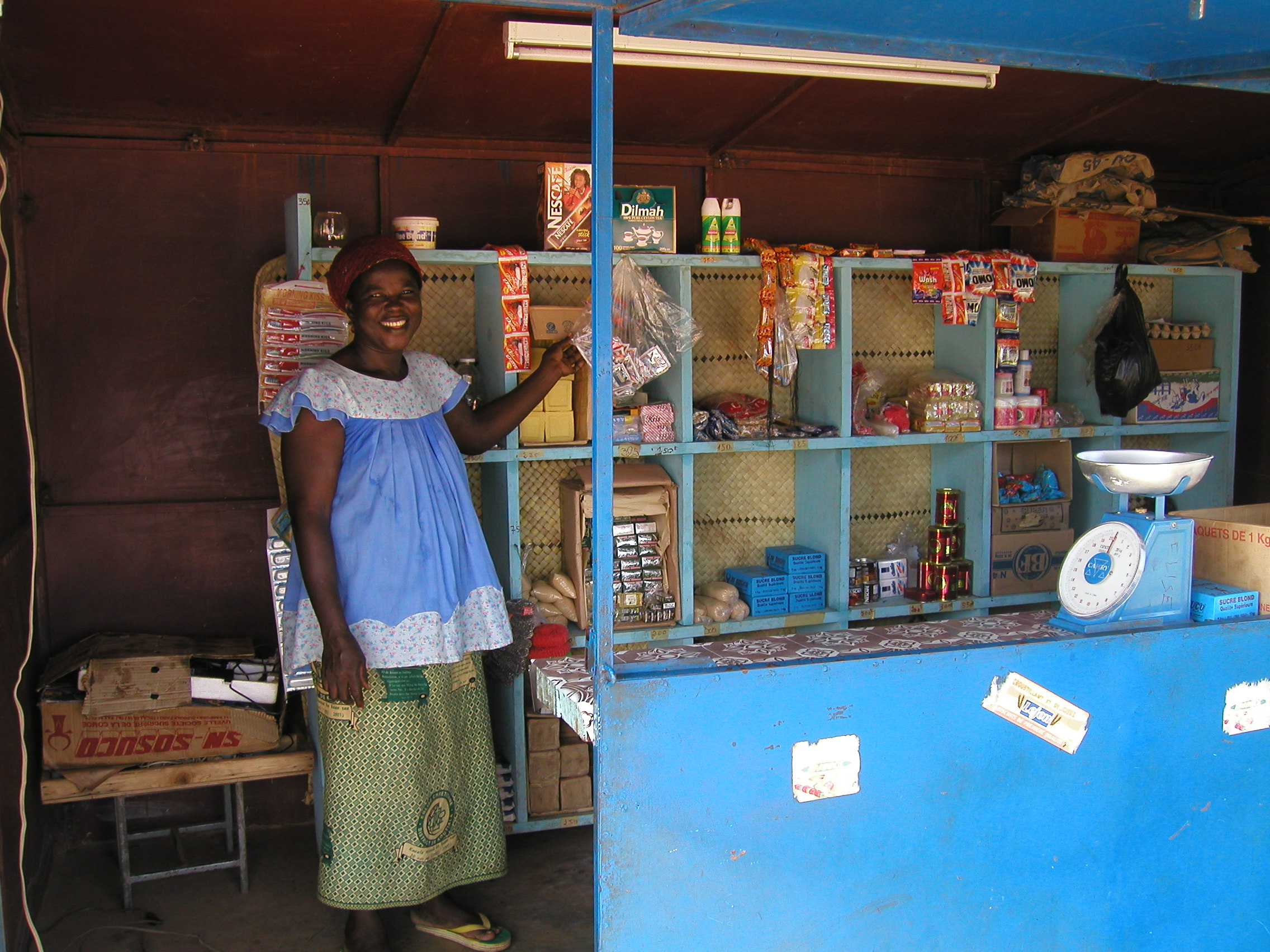
Laden in Burkina Faso (2003)

Im Althochdeutschen des 10. Jahrhunderts diente als Verkaufsstand eine Latte oder Brett (ahd. „latto“), im Mittelhochdeutschen verwandelte es sich in „lade“. „Verkaufslade“, Latte oder Brett fungierten damals als Ladentheke eines Verkaufsstands. Solche Verkaufsstände sind heute noch beispielsweise auf dem Ponte Vecchio in Florenz zu sehen. Der mittelalterliche Krämer verkaufte Kram, der ursprünglich das gespannte oder geflochtene Schutzdach über dem Wagen des umherziehenden Kaufmanns bezeichnete. Derartige Kramläden gab es bereits seit dem frühen 13. Jahrhundert als feste Einrichtung auf städtischen Märkten. Sie hießen auch Apotheken, wo neben Arzneimitteln auch Gewürze oder Hülsenfrüchte verkauft wurden. Eine Urkunde von 1294 erklärt die „apothece“ geradezu identisch mit Gaden, Krambuden oder Kaufladen. Die typischsten Läden des Mittelalters waren diese Gemischtwarenhandlungen des Krämers, in der so ziemlich alle gängigen Waren angeboten wurden. Der Begriff des Kaufladens tauchte erstmals 1571 auf.
Johann Christoph Adelung beschrieb 1796 den Gebrauch des Wortes in seinem Wörterbuch wie folgt: „In der Bedeutung eines eingeschlossenen Raumes, werden nur noch die Boutiquen der Krämer und kramenden Handwerker in den Häusern Läden genannt, wo dieses Wort vornehmer ist, als das geringere Bude oder Boutique, aber geringer als das vornehmere Gewölbe.“ Um 1650 wurde im französischen Barockklassizismus auch der Ausdruck Boutique pharmaceutique für die Apotheke gebraucht. In der Kolonialzeit boten Kolonialwarenläden Kolonialwaren wie Gewürze, Kaffee, Kakao, Reis, Tabak, Zucker und Tee an. Napoleon Bonaparte ließ durch die Dekrete von Saint-Cloud vom Juni 1810 den Import von Kolonialwaren nach Frankreich zu. 1810/1811 avancierte Leipzig für kurze Zeit zum europäischen Umschlagplatz für Kolonialwaren. Allein zur Michaelismesse (29. September) 1810 erreichte die Gesamtzufuhr von Kolonialwaren, die von russischen und polnischen Transporteuren aus den preußischen Ostseehäfen herbeigeschafft wurden, die Höhe von 16,3 Mio. Talern. Die „Einkaufsgenossenschaft der Kolonialwarenhändler im Halleschen Torbezirk zu Berlin“ (kurz: Edeka) entstand im Oktober 1898. Um die Versorgungslage in abgelegenen Dörfern zu verbessern, etablierte sich während der Gründerzeit der Dorfladen, auch als Franchising mit Edeka. Zu jener Zeit erlebten in den USA die Kolonialwarenläden (englisch grocery stores) ihre Blüte, die neben den Gemischtwarenläden (englisch general stores) existierten.
Der Begriff Kolonialwarenladen wurde in Deutschland noch bis in die 1970er-Jahre verwendet. Diese Läden boten zwar keine Kolonialwaren mehr an, jedoch alle Grundnahrungsmittel, unabhängig vom Herkunftsland, daneben auch Seife, Waschmittel und anderen Haushaltsbedarf. Er entsprach dem Tante-Emma-Laden in Deutschland oder der Schweiz, während in Österreich der Begriff Greißler Verwendung fand. Der im April 1874 eröffnete Kolonialwarenladen Wilhelm Holtorf in Bremen gilt als Deutschlands letzter Kolonialwarenladen.
Erstmals existierten im Jahr 1968 in der Bundesrepublik mehr Selbstbedienungsläden als Bedienungsgeschäfte, zunächst als Umbauten existierender Ladengeschäfte. Supermärkte entwickelten sich dann binnen weniger Jahre zum zentralen Ort des Erwerbs und verdrängten die von ihrer Betriebsgröße zu kleinen Läden. Als überlebensfähig erwiesen sich lediglich die Fachgeschäfte des Fachhandels. Der umsatzbezogene Marktanteil kleinerer Lebensmittelgeschäfte sank von 43 % (1985) auf 23 % (1995). Seitdem gibt es einen Trend zum Einkauf im Supermarkt oder im Discounter, seit den 1990er-Jahren auch zum Internethandel. Dies führt seitdem zu einer deutlichen Reduzierung von Ladengeschäften, was als Ladensterben bezeichnet wird.

## Gegenwart
Der Laden im Laden (englisch Shop-in-Shop) ist ein spezielles Kooperationskonzept. Bei dieser Form der horizontalen Kooperation im Einzelhandel stellt ein großflächiger Handelsbetrieb einem kleineren, selbstständigen Handels- oder Dienstleistungsbetrieb Verkaufsflächen zur Verfügung und übernimmt ggf. zusätzlich Teile der Abwicklung des Ein- und Verkaufs. Ihre Sortimente ergänzen sich und steigern die Akquisitionskraft für jeden beteiligten Verkäufer. Eine weitere Form der horizontalen Kooperation stellt die Ladengemeinschaft dar. Dabei stehen mehrere sich sortimentsmäßig ergänzende selbstständige Läden in räumlichem, organisatorischem und/oder werblichem Verbund. Eine Sonderform der Ladengemeinschaft stellt das Gemeinschaftswarenhaus dar, dessen „Abteilungen“ von selbstständigen Einzelhändlern geführt werden, dessen Gesamtauftritt jedoch von einem zentralen Management bestimmt wird.
Bei der vertikalen Kooperation werden (Teil-)Sortimente von Herstellern (häufig von Markenprodukten) in die Verkaufsflächen integriert und in der Regel von diesen auch selbst bewirtschaftet. Das Konzept dient sowohl der Profilierung der Herstellermarke als auch der des Handelsunternehmens. Eine weitere Sonderform der vertikalen Kooperation innerhalb des Ladengeschäfts wird durch Regalpfleger (englisch Rack-Jobber) verwirklicht. Darunter sind externe Spezialisten zu verstehen, die bei Teilen des Sortiments die Regale nachfüllen und ggf. die Preisauszeichnung nach Vorgaben des Einzelhändlers vornehmen.
Fragen der Ladengestaltung, und zwar des Ladenäußeren (englisch exterior layout, exterior design) wie des Ladeninneren (englisch interior layout, interior design) sind wichtige Entscheidungsfelder für das Handelsmanagement. Da das Ladenäußere und – gesteigert – das Ladeninnere unmittelbar auf die Stimmungslage der potenziellen Käufer einwirken, eignen sich beide zur Gestaltung unter handelspsychologischen Gesichtspunkten. Die Stimmungslagen der Kunden sind jedoch weder einheitlich noch im Regelfall bekannt. Daher bietet sich als Kompromiss häufig der gleichzeitige Einsatz von aktivierenden, stimulierenden Elementen (helle Ausleuchtung, intensive und warme Farben, originelle Formen der Warenpräsentation usw.) und von deaktivierenden, entspannenden Elementen (dezente Beleuchtung, kalte Farben, übersichtliche Warenbereiche usw.) an.

## Rechtsfragen
Der Begriff Laden ist auch ein Rechtsbegriff. Da die in einem Laden vorhandenen Waren dem Ladeninhaber, nicht jedoch den Ladenangestellten gehören, musste eine Regelung gefunden werden, die auch die angestellten Verkäufer zum Verkauf des Eigentums ihres Ladeninhabers bevollmächtigen. Wer in einem Laden oder in einem offenen Warenlager angestellt ist, gilt gemäß § 56 HGB als ermächtigt zu Verkäufen und Empfangnahmen, die in einem derartigen Laden oder Warenlager gewöhnlich geschehen. Unter dem Laden wird hierbei eine Verkaufsstätte verstanden, die zum freien Eintritt des Publikums und zum Abschluss von Geschäften mit dem Ladenpersonal bestimmt ist. Es handelt sich um eine Scheinhandlungsvollmacht, der kein Arbeitsverhältnis zugrunde liegen muss, so dass auch Angehörige des Ladeninhabers unter diese Vorschrift fallen. Es genügt, wenn jemand mit Wissen und Wollen des Geschäftsinhabers im Laden tätig ist. Durch § 56 HGB wird eine unwiderlegbare Vermutung für die Vollmacht begründet.
Spezialgesetze befassen sich mit dem Ladenschluss, der die Ladenöffnungszeiten einheitlich regelt, oder dem Ladendiebstahl, der strafrechtlich als Unterart des Diebstahls gilt.

## Wirtschaftliche Aspekte
Läden gehören zum Einzelhandel, wo die Betriebsgröße eines Ladens anhand seiner Verkaufsfläche gemessen wird. Einzelhandelsbetriebe sind großflächig im Sinne von § 11 Abs. 3 Satz 1 Nr. 2 BauNVO, wenn sie eine Verkaufsfläche von 800 m² überschreiten. Nach diesem Urteil gehören zur Verkaufsfläche der eigentliche Verkaufsraum, die Theke sowie die Kassenzone (englisch frontstore) und das Lager mit dem Bereich für Verpackung und Entsorgung (englisch backstore). Die Verkaufsfläche wiederum besteht aus den Regalen und den dazwischen liegenden Kontaktstrecken. Die größten Einzelhandelsbetriebe sind demnach Warenhäuser, Verbrauchermärkte, Einkaufszentren und Supermärkte, die als großflächiger Einzelhandel nicht als Läden im engeren Sinne gelten. Typische Läden sind vielmehr inhaberbetriebene, mit Beratungsmöglichkeit ausgestattete Ladengeschäfte mit einer Verkaufsfläche bis zu 100 m². In diesem Segment gibt es heute insbesondere Bioläden, Bistros, Cafés, Ein-Euro-Läden, Imbissbuden oder Kioske. Mit einer geringeren Verkaufsfläche geht eine höhere soziale Interaktion einher. Die Lage ist besonders bei einer hohen Konzentration von Läden günstig, wie dies bei der Ladenpassage der Fall ist. Für die Passantenfrequenz spielt die Lage eines Geschäfts die entscheidende Rolle.
Die Ladenfläche ist ein wesentliches Kriterium für den Umfang des Sortiments und damit – bei gleichbleibender Lagerumschlagshäufigkeit – für die maximal erzielbaren Umsatzerlöse. Die Lagerumschlagshäufigkeit lässt sich verbessern durch die Umstellung auf Just-in-time-Belieferung, Verkürzung der Bestellzyklen bei Lieferanten, Einführung des Versandhandels oder eine konsequente Sortimentspolitik durch „Renner und Penner“-Listen mit Priorisierung von „Schnelldrehern“ („Renner“) und Auslistung von „Langsamdrehern“ („Penner“). Die Ladenöffnungszeiten sind neben der Passantenfrequenz das wichtigste Kriterium für die Umsatzerlöse.

## Formen, Ausprägungen
Spielzeugnachbildungen von Läden werden meist Kaufladen genannt. Auch ist gelegentlich im Zusammenhang mit Online-Handel von virtuellen Läden die Rede. Weitere Ausprägungsformen im Handel sind oder waren:
- nach Größe: Kiosk, Tante-Emma-Laden (auch Krämerladen), Verbrauchermarkt, Supermarkt, Warenhaus, SB-Warenhaus
- nach Lage: Dorfladen, Hofladen
- nach Marktsegment: Bioladen, Boutique (kleine Läden, die vornehmlich Modeartikel wie Kleidung oder Schmuck verkaufen), Convenience Shop, Discounter, Kolonialwarenladen, Secondhandladen, Unverpacktladen, Weltladen
- nach Produktspezialisierung: Bäckerladen, Fischladen, Fleischerladen, Friseurladen, Gemüseladen (auch als Obst- und Gemüseladen), Haushaltswarenladen, Milchladen, Möbelladen.
- Diverses: Ambulanter Handel, Bauchladen, Flohmarkt
- historisch (DDR): Delikat-Laden, Exquisit-Laden, Kaufhalle

Der Laden muss räumlich nicht zwingend mit dem Verkaufsraum übereinstimmen. Ein Laden kann neben dem Verkaufsraum auch weitere Teile des Geschäftes des Kaufmannes umfassen, so z. B. beim Autohaus, den Verkaufsraum für die Neuwagen und den Ausstellungsplatz für die Gebrauchtwagen sowie die Werkstätte.